# 好きで好きでしょうがない
「好きで好きでしょうがない」（すきですきでしょうがない）は、日本の女性アイドルグループ・ラストアイドルの楽曲。作詞は秋元康、作曲は大河原昇が担当した。2018年8月1日にラストアイドルの3作目のシングルとしてユニバーサルミュージック（Virgin Music）から発売された。楽曲のセンターポジションは間島和奏が務めた。

## 背景とリリース
初回仕様限定盤でDVD付属のType-A・B・C・D・E、CDのみのWEB盤、ならびにAからEまでを纏めた「初回限定盤5形態セット」の7形態でのリリース。前作「君のAchoo!」から約3か月半ぶりのシングル。
本作ではバトルは行われず、表題曲「好きで好きでしょうがない」は1期生22人が全員参加となっている。2018年6月30日放送の『ラストアイドル』（テレビ朝日系）において立ち位置が発表され、合わせてアーティスト写真およびジャケット写真が解禁された。7月7日放送の同番組において表題曲のミュージック・ビデオが初解禁された。7月14日に六本木ヒルズアリーナにおいて開催された『コカ・コーラ SUMMER STATION 音楽LIVE』において表題曲「好きで好きでしょうがない」が初披露された。
共通カップリング曲として、ラストアイドルファミリーの各グループから1人ずつ選抜された5人による楽曲「生理的なアンテナ」が収録される。また、初回仕様限定盤には、抽選によってランダムに決定したシャッフルユニットによる楽曲がそれぞれ収録される。
楽曲は、オープニングではピアノとストリングスによるしっとりとしたメロディから、「好きだ」と連呼するエモーショナルなサビとの対比が際立つ、デビューシングル「バンドワゴン」にも通じる楽曲となっている。歌詞中に「好きだ」が80回、「ごめん」が26回登場し、AメロやBメロでは状況説明的な歌詞が歌われている。

## アートワーク
| Type-A | 長月翠・猪子れいあ・大森莉緒・石川夏海・山田まひろ |
| Type-B | 中村守里・朝日花奈・西村歩乃果・小澤愛実・相澤瑠香 |
| Type-C | 山本愛梨・清原梨央・高橋真由・鈴木遥夏             |
| Type-D | 間島和奏・池松愛理・大石夏摘・松本ももな           |
| Type-E | 籾山ひめり・阿部菜々実・木村美咲・安田愛里         |
| WEB盤  | 歌唱メンバー                                       |

## ミュージック・ビデオ
好きで好きでしょうがない
表題曲「好きで好きでしょうがない」のミュージック・ビデオは、「合同社会科見学」を設定に、ラストアイドルの歴史がオマージュされた映像作品となっている。ラストアイドルファミリーの各ユニットを高校に見立て、仲間やライバルとしてのメンバーの関係性が描かれている。2番サビからラストまでは、フィルムカメラでワンカットで撮影が行われた。監督は乃木坂46「ハルジオンが咲く頃」、NGT48「世界はどこまで青空なのか?」などのミュージック・ビデオを手掛けた映画監督の山戸結希が担当した。

## シングル収録トラック

### Type-A
| #         | タイトル                                    | 作詞      | 作曲       | 編曲       | 時間  |
| --------- | ------------------------------------------- | --------- | ---------- | ---------- | ----- |
| 1.        | 「好きで好きでしょうがない」                | 秋元康    | 大河原昇   | 若田部誠   | 4:46  |
| 2.        | 「生理的なアンテナ」(マーブルトパーズ)      | 秋元康    | 小山雅弘   | 小山雅弘   | 3:26  |
| 3.        | 「ほっといて」(まっしゅりん。)              | 秋元康    | 木下めろん | 木下めろん | 4:19  |
| 4.        | 「好きで好きでしょうがない (instrumental)」 |           | 大河原昇   | 若田部誠   |       |
| 5.        | 「生理的なアンテナ (instrumental)」         |           | 小山雅弘   | 小山雅弘   |       |
| 6.        | 「ほっといて (instrumental)」               |           | 木下めろん | 木下めろん |       |
| 合計時間: | 合計時間:                                   | 合計時間: | 合計時間:  | 合計時間:  | 12:31 |

| #  | タイトル                                        | 作詞 | 作曲・編曲 | 監督         | 時間 |
| -- | ----------------------------------------------- | ---- | ---------- | ------------ | ---- |
| 1. | 「好きで好きでしょうがない ミュージックビデオ」 |      |            | 山戸結希     | 6:31 |
| 2. | 「石川夏海 - 夢をみている」                     |      |            | 石井克明     |      |
| 3. | 「猪子れいあ - Idoling Stop」                   |      |            | 橋本侑次朗   |      |
| 4. | 「大森莉緒 - かっとばせ!大森」                  |      |            | 杉山弘樹     |      |
| 5. | 「長月翠 - 中華飯店 長月」                      |      |            | 田村啓介     |      |
| 6. | 「山田まひろ - 訪問販売員 まひろ」              |      |            | たかやとらい |      |

### Type-B
| #         | タイトル                                    | 作詞      | 作曲      | 編曲      | 時間  |
| --------- | ------------------------------------------- | --------- | --------- | --------- | ----- |
| 1.        | 「好きで好きでしょうがない」                | 秋元康    | 大河原昇  | 若田部誠  | 4:46  |
| 2.        | 「生理的なアンテナ」(マーブルトパーズ)      | 秋元康    | 小山雅弘  | 小山雅弘  | 3:26  |
| 3.        | 「予想のメトロ」(るかわかなっつん)          | 秋元康    | 古城康行  | 古城康行  | 3:41  |
| 4.        | 「好きで好きでしょうがない (instrumental)」 |           | 大河原昇  | 若田部誠  |       |
| 5.        | 「生理的なアンテナ (instrumental)」         |           | 小山雅弘  | 小山雅弘  |       |
| 6.        | 「予想のメトロ (instrumental)」             |           | 古城康行  | 古城康行  |       |
| 合計時間: | 合計時間:                                   | 合計時間: | 合計時間: | 合計時間: | 11:53 |

| #  | タイトル                                        | 作詞 | 作曲・編曲 | 監督               | 時間 |
| -- | ----------------------------------------------- | ---- | ---------- | ------------------ | ---- |
| 1. | 「好きで好きでしょうがない ミュージックビデオ」 |      |            | 山戸結希           | 6:31 |
| 2. | 「相澤瑠香 - 富小路物語」                       |      |            | 小村昌士           |      |
| 3. | 「朝日花奈 - 死亡フラグ防止講座」               |      |            | 大畑貴耶           |      |
| 4. | 「小澤愛実 - おに」                             |      |            | 脇坂侑希           |      |
| 5. | 「中村守里 - わたしのはじめて」                 |      |            | オカダトウイチロウ |      |
| 6. | 「西村歩乃果 - そろそろ髪を切らなくちゃ」       |      |            | 池田圭             |      |

### Type-C
| #         | タイトル                                    | 作詞      | 作曲      | 編曲      | 時間  |
| --------- | ------------------------------------------- | --------- | --------- | --------- | ----- |
| 1.        | 「好きで好きでしょうがない」                | 秋元康    | 大河原昇  | 若田部誠  | 4:46  |
| 2.        | 「生理的なアンテナ」(マーブルトパーズ)      | 秋元康    | 小山雅弘  | 小山雅弘  | 3:26  |
| 3.        | 「17歳の扉」(mili mili)                     | 秋元康    | 山田智和  | 住谷翔平  | 4:26  |
| 4.        | 「好きで好きでしょうがない (instrumental)」 |           | 大河原昇  | 若田部誠  |       |
| 5.        | 「生理的なアンテナ (instrumental)」         |           | 小山雅弘  | 小山雅弘  |       |
| 6.        | 「17歳の扉 (instrumental)」                 |           | 山田智和  | 住谷翔平  |       |
| 合計時間: | 合計時間:                                   | 合計時間: | 合計時間: | 合計時間: | 12:38 |

| #  | タイトル                                        | 作詞 | 作曲・編曲 | 監督     | 時間 |
| -- | ----------------------------------------------- | ---- | ---------- | -------- | ---- |
| 1. | 「好きで好きでしょうがない ミュージックビデオ」 |      |            | 山戸結希 | 6:31 |
| 2. | 「清原梨央 - 清原梨央と清原梨央」               |      |            | 佐藤太   |      |
| 3. | 「鈴木遥夏 - 14歳最後の告白」                   |      |            | 山口勇貴 |      |
| 4. | 「高橋真由 - mayu takahashi as kinetic blonde」 |      |            | 藤原道仁 |      |
| 5. | 「山本愛梨 - 突然の雨に降られても」             |      |            | 林大造   |      |

### Type-D
| #         | タイトル                                    | 作詞      | 作曲      | 編曲      | 時間  |
| --------- | ------------------------------------------- | --------- | --------- | --------- | ----- |
| 1.        | 「好きで好きでしょうがない」                | 秋元康    | 大河原昇  | 若田部誠  | 4:46  |
| 2.        | 「生理的なアンテナ」(マーブルトパーズ)      | 秋元康    | 小山雅弘  | 小山雅弘  | 3:26  |
| 3.        | 「デジャヴュじゃない」(ちぇか)              | 秋元康    | 梅口敦史  | 佐々木裕  | 4:04  |
| 4.        | 「好きで好きでしょうがない (instrumental)」 |           | 大河原昇  | 若田部誠  |       |
| 5.        | 「生理的なアンテナ (instrumental)」         |           | 小山雅弘  | 小山雅弘  |       |
| 6.        | 「デジャヴュじゃない (instrumental)」       |           | 梅口敦史  | 佐々木裕  |       |
| 合計時間: | 合計時間:                                   | 合計時間: | 合計時間: | 合計時間: | 12:16 |

| #  | タイトル                                            | 作詞 | 作曲・編曲 | 監督         | 時間 |
| -- | --------------------------------------------------- | ---- | ---------- | ------------ | ---- |
| 1. | 「好きで好きでしょうがない ミュージックビデオ」     |      |            | 山戸結希     | 6:31 |
| 2. | 「池松愛理 - 池松愛理、東京編。」                   |      |            | マエダヒカル |      |
| 3. | 「大石夏摘 - amai minimum"Yubi"quitous」            |      |            | 東市篤憲     |      |
| 4. | 「間島和奏 - do not betray my feelings [emotions]」 |      |            | かとうみさと |      |
| 5. | 「松本ももな - 8月1日AM11:00」                      |      |            | 岡奈なな子   |      |

### Type-E
| #         | タイトル                                      | 作詞      | 作曲      | 編曲      | 時間  |
| --------- | --------------------------------------------- | --------- | --------- | --------- | ----- |
| 1.        | 「好きで好きでしょうがない」                  | 秋元康    | 大河原昇  | 若田部誠  | 4:46  |
| 2.        | 「生理的なアンテナ」(マーブルトパーズ)        | 秋元康    | 小山雅弘  | 小山雅弘  | 3:26  |
| 3.        | 「どんなに好きでいても」(はしっこは168せんち) | 秋元康    | aokado    | aokado    | 3:58  |
| 4.        | 「好きで好きでしょうがない (instrumental)」   |           | 大河原昇  | 若田部誠  |       |
| 5.        | 「生理的なアンテナ (instrumental)」           |           | 小山雅弘  | 小山雅弘  |       |
| 6.        | 「どんなに好きでいても (instrumental)」       |           | aokado    | aokado    |       |
| 合計時間: | 合計時間:                                     | 合計時間: | 合計時間: | 合計時間: | 12:10 |

| #  | タイトル                                                          | 作詞 | 作曲・編曲 | 監督          | 時間 |
| -- | ----------------------------------------------------------------- | ---- | ---------- | ------------- | ---- |
| 1. | 「好きで好きでしょうがない ミュージックビデオ」                   |      |            | 山戸結希      | 6:31 |
| 2. | 「阿部菜々実 - ネット上で話題の『恋に落ちる論文』を検証してみた」 |      |            | 丸山隆        |      |
| 3. | 「木村美咲 - 木村美咲のはじめてのお弁当!」                        |      |            | 山辺真美      |      |
| 4. | 「籾山ひめり - 0」                                                |      |            | Ayu           |      |
| 5. | 「安田愛里 - A Day」                                              |      |            | HAJIME ATSUTA |      |

### WEB盤
| #         | タイトル                                    | 作詞      | 作曲      | 編曲      | 時間 |
| --------- | ------------------------------------------- | --------- | --------- | --------- | ---- |
| 1.        | 「好きで好きでしょうがない」                | 秋元康    | 大河原昇  | 若田部誠  | 4:46 |
| 2.        | 「生理的なアンテナ」(マーブルトパーズ)      | 秋元康    | 小山雅弘  | 小山雅弘  | 3:26 |
| 3.        | 「好きで好きでしょうがない (instrumental)」 |           | 大河原昇  | 若田部誠  |      |
| 4.        | 「生理的なアンテナ (instrumental)」         |           | 小山雅弘  | 小山雅弘  |      |
| 合計時間: | 合計時間:                                   | 合計時間: | 合計時間: | 合計時間: | 8:12 |

## 歌唱メンバー

### 好きで好きでしょうがない
（センター：間島和奏）
- 3列目：山田まひろ、猪子れいあ、大石夏摘、池松愛理、大森莉緒、相澤瑠香、鈴木遥夏、籾山ひめり、木村美咲
- 2列目：朝日花奈、石川夏海、山本愛梨、安田愛里、松本ももな、高橋真由、小澤愛実、中村守里
- 1列目：西村歩乃果、長月翠、間島和奏、阿部菜々実、清原梨央

### 生理的なアンテナ
（ユニット名：マーブルトパーズ）
- 朝日花奈、阿部菜々実、清原梨央、長月翠、西村歩乃果

### ほっといて
（ユニット名：まっしゅりん。）
- 中村守里、山田まひろ

### 予想のメトロ
（ユニット名：るかわかなっつん）
- 相澤瑠香、大石夏摘、間島和奏

### 17歳の扉
（ユニット名：mili mili）
- 朝日花奈、池松愛理、鈴木遥夏、西村歩乃果

### デジャヴュじゃない
（ユニット名：ちぇか）
- 石川夏海、猪子れいあ、小澤愛実、高橋真由、安田愛里

### どんなに好きでいても
（ユニット名：はしっこは168せんち）
- 阿部菜々実、大森莉緒、木村美咲、清原梨央、長月翠、松本ももな、籾山ひめり、山本愛梨